# 花少年バディーズ
花少年バディーズ（はなしょうねんバディーズ）は、日本のヴィジュアル系ロック・バンド。略称は「バディーズ」。所属事務所は株式会社バデッグボックス。株式会社バデッグボックスは2012年11月7日に設立した自社レーベル。

## 概要
同メンバーで2004年からビリーというバンド名で活動をしていたが2009年2月に活動休止。同年5月より花少年バディーズ名義での活動を開始。

## メンバー
- 貘（ばく、1982年8月15日（42歳）、A型、栃木県宇都宮市出身）
ボーカル担当。本名:八木 祐樹（やぎ ゆうき）
- ミネムラ（1974年11月7日（50歳）、A型、長野県長野市出身）
ギター・キーボード担当。リーダー。本名:峯村 明徳（みねむら あきのり）
- 琢磨（たくま、1982年10月16日（42歳）、A型、栃木県宇都宮市出身）
ギター担当。本名:碓井 琢磨（うすい たくま）。
- ツブク（1985年9月10日（39歳）、AB型、栃木県佐野市出身）
ベース担当。本名：津布久 真敏（つぶく まさとし）。
- 広志（ひろし、1983年7月6日（41歳）、A型、群馬県みなかみ町出身）
ドラム担当。本名：岩井 広志（いわい ひろし）[1]
- ふうじ（9月16日、A型、東京都出身）
サポートドラム担当。（神サポートと呼ばれる。）

## 略歴
- 2009年5月、花少年バディーズとして活動開始。
- 2009年8月19日、1st MaxiSingle『Blue Bad Boy』リリース。
- 2009年10月21日、2nd MaxiSingle『Book』リリース。
- 2009年11月、初の単独公演ツアー『Boys get Book -シュラバならばクグリまくり-』を開催。（名古屋、大阪、東京）
- 2010年1月13日、3rd MaxiSingle『乙女桜』リリース。
- 2010年5月1日、結成1周年記念単独公演-ONLY-『強風ハロー！！-OTOMETIC NEO ANNIVERSARY-』を開催（渋谷O-WEST）
- 2010年6月9日、 1st MiniAlbum『Balloon』リリース。
- 2010年8月4日、4th MaxiSingle『バレリーナ』リリース
- 2010年9月〜11月、単独公演-ONLY-TOUR 2010『Boys Stare Ballerina』を開催（全国6カ所）
- 2010年11月7日、単独公演-ONLY-TOUR 2010『Boys Stare Ballerina』TOUR FINAL『気球に踊るバレリーナ -リキッドドッキリ-』を開催（恵比寿リキッドルーム）
- 2011年1月19日、5th MaxiSingle『ブランコ』リリース。
- 2011年1月、主催イベントツアー『ゼブラチャンチャンコリンマン』開催。（名古屋、大阪、東京）
- 2011年3月12日、東日本大震災の影響で予定していた赤坂BLITZでの単独公演延期。
- 2011年3月16日、2nd MiniAlbum『Bonjour』リリース。
- 2011年5月、花少年バディーズ 単独公演TOUR'11『Boys say“Bonjour”-ただいまおかえりカーネーション-』を開催。（全国4カ所）
- 2011年6月15日、延期になった『電撃ボンジュール-アタリハズレ江戸ハマヤマン-』（延期公演）を開催。
- 2011年10月、秋の単独公演ツアー『Boys ride Bicycle-幸福の十六文キック-』開催。（全国6カ所）
- 2011年11月5日、秋の単独公演ツアー『Boys ride Bicycle-幸福の十六文キック-』FINAL『ハピネス仮面とチャリンコ侍』開催（新宿BLAZE）
- 2011年秋の単独公演ツアー終了後活動休憩。 （花少年バディーズとしてのライブ活動を休憩）
- 2012年1月〜3月、ビリー名義で3ヶ月限定活動。
- 2012年1月18日、Self Cover Album『Breed』リリース。
- 2012年5月1日、花少年バディーズ3周年2デイズ単独公演『お久しブリード -休憩を一時休憩-』を開催。（2日間だけの限定復活）
- 2012年7月6日、活動再開。
- 2012年8月8日、6th MaxiSingle『Bicycle』リリース。
- 2012年11月7日、1st Full Album『Bible』リリース。
- 2012年11月〜12月、単独公演ワーツ-2012秋『Boys write Bible -Wow バイブル×彼女の履歴！-』を開催（全国5カ所）
- 2013年3月〜5月、単独公演ツアー2013春『Boys eat Banana』FINAL『たのしいライブ』（Shibuya O-EAST）を開催（全国7カ所）
- 2013年3月6日、7th MaxiSingle『バナナ』リリース。
- 2013年7月3日、8th MaxiSingle『ブギウギ』リリース。
- 2013年9月11日、LiveDVD『たのしかったライブ』リリース。
- 2013年9月〜11月、単独公演TOUR2013秋『Boys dance BoogieWoogie』を開催（名古屋2days、大阪2days、東京公演）。
- 2013年10月16日、9th MaxiSingle『ベンチ』リリース。
- 2013年11月3日、単独公演TOUR2013秋『Boys dance BoogieWoogie』（渋谷WWW）FINALを開催。
- 2013年11月7日、ミネムラ生誕祭『峯村明徳39ディナーショー』（ケントス六本木）を開催。
- 2014年2月14日、ドラム広志の無期限活動休止が公式ホームページに掲載される。

それにより、以後は残った4人で可能な限りでの活動を予定している。
- 2014年3月〜5月、単独公演ツアー2014春『Boys learn Basic』（大阪、名古屋、仙台、宇都宮、福岡2Days）（渋谷TSUTAYA O-WEST）FINALを開催。
- 2014年3月5日、2nd Full Album『Basic』リリース。
- 2014年6月1日、花少年バディーズ 活動休憩公演『BOYS LOVE BLOSSOM FOREVER』約5時間半にも及ぶ単独公演（全43曲）にて無期限の活動休憩に入る。

## ディスコグラフィ

### シングル
|     | 発売日         | タイトル     | 規格品番              |
| --- | -------------- | ------------ | --------------------- |
| 1st | 2009年8月19日  | Blue Bad Boy | CYCL-35021            |
| 2nd | 2009年10月21日 | Book         | CYCL-35024            |
| 3rd | 2010年1月13日  | 乙女桜       | BDBX-0001A/BDBX-0001B |
| 4th | 2010年8月4日   | バレリーナ   | BDBX-0004A/BDBX-0004B |
| 5th | 2011年1月19日  | ブランコ     | HMCH-1023/HMCH-1024   |
| 6th | 2012年8月8日   | Bicycle      | BDBX-0009A/BDBX-0009B |
| 7th | 2013年3月6日   | バナナ       | BDBX-0011A/BDBX-0011B |
| 8th | 2013年7月3日   | ブギウギ     | BDBX-0014A/BDBX-0014B |
| 9th | 2013年10月16日 | ベンチ       | BDBX-0017A/BDBX-0017B |

### アルバム

#### ミニアルバム
|     | 発売日        | タイトル | 規格品番              |
| --- | ------------- | -------- | --------------------- |
| 1st | 2010年6月9日  | Balloon  | BDBX-0002A/BDBX-0002B |
| 2nd | 2011年3月16日 | Bonjour  | HMCH-1031/HMCH-1032   |

#### オリジナルアルバム
|     | 発売日        | タイトル | 規格                  |
| --- | ------------- | -------- | --------------------- |
| 1st | 2012年11月7日 | Bible    | BDBX-0010A/BDBX-0010B |

#### セルフカヴァーアルバム
|   | 発売日        | タイトル | 規格品番              |
| - | ------------- | -------- | --------------------- |
| - | 2011年1月18日 | Breed    | BDBX-0007A/BDBX-0007B |

### DVD
|              | 発売日         | タイトル                                         | 規格品番  |
| ------------ | -------------- | ------------------------------------------------ | --------- |
| ライブビデオ | 2009年12月24日 | BLACK BACK BOX                                   | BDBX-0000 |
| ライブビデオ | 2010年7月21日  | 強風ハロー!!-OTOMETIC NEO ANNIVERSARY-』         | BDBX-0003 |
| ライブビデオ | 2011年2月16日  | 『気球に踊るバレリーナ-リキッドドッキリ-』       | BDBX-0005 |
| ライブビデオ | 2011年9月28日  | 『電撃ボンジュール-アタリハズレ江戸ハマヤマン-』 | HMBH-1074 |
| ライブビデオ | 2013年9月11日  | 『たのしかったライブ』                           | BDBX-0015 |

### 参加作品

#### アルバム
|                    | 発売日         | タイトル                                   | 収録曲                                             | 規格品番   |
| ------------------ | -------------- | ------------------------------------------ | -------------------------------------------------- | ---------- |
| オムニバスアルバム | 2009年7月29日  | 『JUDGMENT#005』                           | 「アンタッチャブル-偉大なる感情-(不良品種 Edit.)」 | SLCJ-005   |
| オムニバスアルバム | 2009年10月14日 | Shock Edge 2009                            | ブーカーゴーゴー                                   | SWCD-2009  |
| オムニバスアルバム | 2010年05月26日 | NEO VOLTAGE                                | 落陽                                               | XNBG-10001 |
| オムニバスアルバム | 2011年11月23日 | CRUSH!2 -90's V-Rock best hit cover songs- | 蜘蛛の意図（PIERROT）                              | UPCH-20262 |
| オムニバスアルバム | 2012年8月1日   | V-ANIME ROCKS!                             | シ・ネ・マ（めぞん一刻）                           | TKCA-73796 |
| オムニバスアルバム | 2012年9月19日  | VOCALOID × V-ROCK collection               | トリノコシティ（40メートルP）                      | FARM-0308  |
| オムニバスアルバム | 2013年3月27日  | TREASON ―The cutting edge of Rock press―   | バナナ -空飛ぶイエロー Mix-                        | VICB-60102 |